# Komitat Komárom-Esztergom
Komitat Komárom-Esztergom (węg. Komárom-Esztergom vármegye) – komitat na północy Węgier, nad granicą ze Słowacją. Zalicza się do unijnego regionu statystycznego "Węgry Północno-Zachodnie" (Északnyugat-Magyarország).
Północno-zachodnia część komitatu Komárom-Esztergom leży na Małej Nizinie Węgierskiej. Części południowa i wschodnia leżą na Średniogórzu Zadunajskim. Południowy pas ziem komitatu zajmuje północne przedgórze Lasu Bakońskiego i wzgórz Wertesz. We wschodniej połowie komitatu znajdują się wzgórza Gerecse, zachodnia część wzgórz Pilis i obniżenie między nimi. Komitat sięga na wschodzie do Zakola Dunaju.
Komitat Komárom-Esztergom powstał w 1923 z połączenia części komitatów Komárom i Esztergom pozostałych przy Węgrzech po traktacie w Trianon. W 1938 podzielono go między odtworzony komitat Esztergom i nowo utworzony Komárom-Pozsony. W 1945 przywrócono komitat w poprzednich granicach pod nazwą Komárom, którą 1 października 1990 zmieniono na obecną.

## Podział administracyjny
Komitat dzieli się na 7 powiatów:
- Dorog
- Esztergom
- Kisbér
- Komárom
- Oroszlány
- Tata
- Tatabánya

### Miasta komitatu
Miasta komitatu (liczba mieszkańców według spisu z 2001):
- Tatabánya: 72 470
- Ostrzyhom (Esztergom): 30 261
- Tata: 24 598
- Oroszlány: 20 280
- Komárom: 19 616
- Dorog: 12 609
- Nyergesújfalu: 7752
- Kisbér: 7483
- Lábatlan: 5414
- Tát: 5405 (2010)